# Matar la tierra
Matar la tierra es una película de Argentina filmada en colores dirigida por Tito de Francisco sobre su propio guion escrito según la novela de Alberto Rodríguez (h) que se produjo en 1987 y no fue estrenada comercialmente. Tuvo como actores principales a Sergio Poves Campos, Alfredo Noberasco, Luis Martínez Rusconi y Elisa Cortoppassi.
Fue filmada en la provincia de Mendoza.

## Sinopsis
El hijo de un conquistador español se enfrenta a su padre cuando se enamora de una indígena.

## Reparto
| Actor                 | Personaje |
| --------------------- | --------- |
| Sergio Poves Campos   |           |
| Alfredo Noberasco     |           |
| Luis Martínez Rusconi |           |
| Elisa Cortoppassi     |           |
| Mónica Jorquera       |           |
| Anahí Quiroga         |           |
| Ricardo Ortubia       |           |
| Vicente Calisaya      |           |
| Oscar Veliz           |           |
| Leonardo Demarchi     |           |
| Luisa Gámez           |           |
| René Gatica           |           |
| Tito de Francisco     |           |